# Inaya Ezzeddine
Inaya Ezzeddine est une médecin et femme politique libanaise, membre du mouvement Amal.  

## Biographie
Inaya Ezzeddine est née à Chehour à Tyr, en 1961, au Liban. Elle est docteur en médecine de l'université américaine de Beyrouth, et a suivi des formations au Royaume-Uni et aux États-Unis. Elle est propriétaire et directrice d'un laboratoire d'analyse médicale. Elle est membre du mouvement chiite Amal et de son bureau politique. 
Inconnue du grand public, elle est nommée en décembre 2016 ministre d'État pour le Développement administratif dans le gouvernement de Saad Hariri,.
Elle est élue le 6 mai 2016 au Parlement libanais, sur une liste commune au Hezbollah et à Amal, devenant la première femme chiite à accéder à la chambre des députés. Elle est également la première femme députée de Tyr.

## Prises de position
Le Monde du 28 mai 2018 reproduit ces propos d'elle : « il est temps que les femmes jouent un rôle politique. Elles sont tournées vers l’avenir et ont une approche équilibrée dans la prise de décision. Dans leur pratique du pouvoir depuis des décennies au Liban, les hommes se sont consacrés à leurs propres intérêts politiques et économiques, en faisant passer cela pour l’intérêt national. On en a assez ». 
Dans ses fonctions ministérielles, elle a promu l'utilisation des technologies numériques dans l'administration.  
Fin 2017, elle a apporté son soutien à une jeune fille qui souhaitait poser sa candidature pour un poste administratif au sein de l'armée et avait été écartée en raison du voile qu'elle portait. 

## Vie privée
Divorcée, elle est mère de deux filles.